# Whole Wheat Bread
Whole Wheat Bread è una band pop punk statunitense, proveniente da Jacksonville - Florida, influenzata dallo stile dei Rancid.

## Storia
Il gruppo è stato formato dai due amici Aaron Abraham e Nicholas Largen, entrambi musicisti afro americani, che inizialmente volevano suonare rap ma che hanno deciso di intraprendere lo stile punk rock vista l'attitudine di entrambi a suonare la chitarra . A costoro si aggiunse il fratello di Nicholas, Joseph Largen, alla batteria.

Il primo album della band, Minority Rules pubblicato nel 2005, supportato da un tour insieme a band com MxPx, The Suicide Machines, Reel Big Fish e Streetlight Manifesto, ha avuto un discreto successo tanto da raggiungere l'ottavo posto nella classifica "Top Heatseekers" stilata dalla rivista Billboard.
Nel 2006 a causa di problemi giudiziari, Nicholas Largen fu costretto a lasciare la band, sostituito da C.J. Randolph, il quale a sua volta nel 2007 è stato sostituito da Will Frazier.
Nel 2008 è atteso il secondo album studio della band.

## Formazione

### Formazione attuale
- Aaron Abraham - voce, chitarra
- Will Frazier - basso
- Joseph Largen - batteria

### Ex componenti
- Nicholas Largen - basso (2003 - 2006)
- C.J. Randolph - basso (2006 - 2007)

## Discografia
- 2005 - Minority Rules
- 2006 - Punk Life (EP)
- 2008 - nuovo album senza titolo